# 孙颖浩
孙颖浩（1961年5月17日—），山东乳山人，中国泌尿外科学专家，中国工程院院士。

## 生平
1983年本科毕业于中国人民解放军第一军医大学（现南方医科大学），2000年毕业于中国人民解放军第二军医大学（现中国人民解放军海军军医大学），获医学博士学位。2015年当选为中国工程院院士。目前不在中国工程院网站的院士名单上。